# Міщенко Іван Васильович (1922—1987)
Іва́н Васи́льович Мі́щенко (5 травня 1922 — 30 березня 1987) — радянський військовик, в роки Другої світової війни — командир мінометного взводу 207-го гвардійського стрілецького полку 70-ї гвардійської стрілецької дивізії, гвардії лейтенант. Герой Радянського Союзу (1943).

## Життєпис

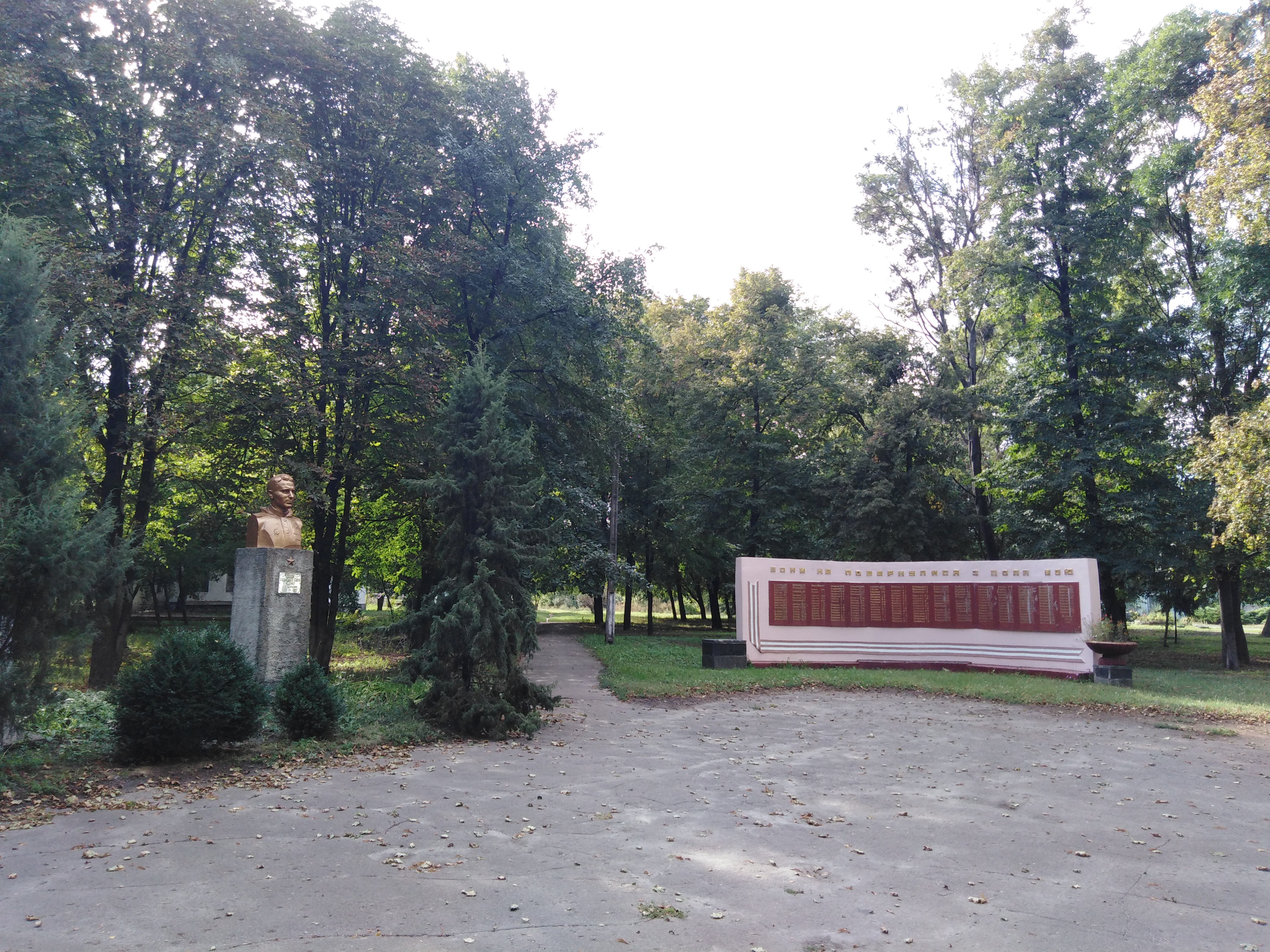
Погруддя Міщенка, ліворуч від пам’ятної стіни на честь загиблих односельців. Село Соколове

Народився 5 травня 1922 року в селі Соколовому, нині Зміївського району Харківської області, в селянській родині. Українець. Здобув неповну середню освіту. Працював трактористом у МТС.
До лав РСЧА призваний Зміївським РВК 30 серпня 1941 року. Закінчив курси молодших лейтенантів. Учасник німецько-радянської війни з червня 1943 року. Воював на Центральному, 1-му та 4-му Українських фронтах.
Особливо командир взводу 2-ї мінометної роти 207-го гвардійського стрілецького полку 70-ї гвардійської стрілецької дивізії 13-ї армії Центрального фронту гвардії лейтенант І. В. Міщенко відзначився під час битви за Дніпро.
Війну гвардії старший лейтенант І. В. Міщенко закінчив на посаді начальника військово-технічного забезпечення 207-го гвардійського стрілецького полку. Після закінчення війни продовжив військову службу в лавах ЗС СРСР. Член КПРС. У 1957 році капітан І. В. Міщенко вийшов у запас.
Мешкав і працював у місті Івано-Франківську. Помер 30 березня 1987 року.

## Нагороди
Указом Президії Верховної Ради СРСР від 16 жовтня 1943 року «за успішне форсування річки Дніпро північніше Києва, міцне закріплення плацдарму на західному березі річки Дніпро та виявлені при цьому відвагу і героїзм», гвардії лейтенантові Міщенку Івану Васильовичу присвоєне звання Героя Радянського Союзу з врученням ордена Леніна і медалі «Золота Зірка» (№ 11287).
Нагороджений також орденом Вітчизняної війни 1-го ступеня (11.03.1985), чотирма орденами Червоної Зірки (27.09.1943, 15.06.1945, …) і медалями.